# Augusto Batalla
Augusto Martín Batalla Barga (* 30. duben 1996, Hurlingham, Buenos Aires, Argentina) je argentinský fotbalový brankář v současné době nastupující za tým CA River Plate.